# Puchar Świata w łyżwiarstwie szybkim 1989/1990
Puchar Świata w łyżwiarstwie szybkim 1989/1990 był 5. edycją tej imprezy. Cykl rozpoczął się 25 listopada 1989 roku w Berlinie. Ostatnie zawody dla kobiet odbyły się 3 marca 1990 roku w Inzell, a dla mężczyzn 11 marca w holenderskim Heerenveen. 
Puchar Świata rozgrywano w 14 miastach, w 11 krajach, na 3 kontynentach. 
Wśród kobiet triumfowały: ex aequo Amerykanka Bonnie Blair i Angela Hauck z NRD na 500 m, Angela Hauck na 1000 m, a jej rodaczki Jacqueline Börner i Gunda Kleemann wygrywały odpowiednio w klasyfikacjach 1500 m i 3000/5000 m. Wśród mężczyzn zwyciężali: Uwe-Jens Mey z NRD na 500 m i 1000 m, Norweg Johann Olav Koss na 1500 m, a Holender Bart Veldkamp był najlepszy w klasyfikacji 5000/10 000 m.

## Medaliści zawodów

### Kobiety

#### Wyniki
| Data                 | Miejsce                                                       | Konkurencja                                                   | Zwycięzca                                                     | 2. miejsce                                                    | 3. miejsce                                                    |
| -------------------- | ------------------------------------------------------------- | ------------------------------------------------------------- | ------------------------------------------------------------- | ------------------------------------------------------------- | ------------------------------------------------------------- |
| 25-26 listopada 1989 | Berlin                                                        | 500 m (25 listopada)                                          | Angela Hauck                                                  | Christine Aaftink                                             | Seiko Hashimoto                                               |
| 25-26 listopada 1989 | Berlin                                                        | 1500 m (25 listopada)                                         | Gunda Kleemann                                                | Jacqueline Börner                                             | Constanze Moser                                               |
| 25-26 listopada 1989 | Berlin                                                        | 1000 m (26 listopada)                                         | Angela Hauck                                                  | Seiko Hashimoto                                               | Christine Aaftink                                             |
| 25-26 listopada 1989 | Berlin                                                        | 3000 m (26 listopada)                                         | Gunda Kleemann                                                | Heike Schalling                                               | Constanze Moser                                               |
| 2-3 grudnia 1989     | Haga                                                          | 1500 m (2 grudnia)                                            | Constanze Moser                                               | Jacqueline Börner                                             | Emese Nemeth-Hunyady                                          |
| 2-3 grudnia 1989     | Haga                                                          | 3000 m (3 grudnia)                                            | Gunda Kleemann                                                | Constanze Moser                                               | Heike Schalling                                               |
| 9-10 grudnia 1989    | Karuizawa                                                     | 500 m (9 grudnia)                                             | Angela Hauck                                                  | Bonnie Blair                                                  | Seiko Hashimoto                                               |
| 9-10 grudnia 1989    | Karuizawa                                                     | 1000 m (9 grudnia)                                            | Angela Hauck                                                  | Seiko Hashimoto                                               | Bonnie Blair                                                  |
| 9-10 grudnia 1989    | Karuizawa                                                     | 500 m (10 grudnia)                                            | Angela Hauck                                                  | Bonnie Blair                                                  | Seiko Hashimoto                                               |
| 9-10 grudnia 1989    | Karuizawa                                                     | 1000 m (10 grudnia)                                           | Bonnie Blair Angela Hauck                                     |                                                               | Seiko Hashimoto                                               |
| 16-17 grudnia 1989   | Seul                                                          | 500 m (16 grudnia)                                            | Angela Hauck                                                  | Bonnie Blair                                                  | Seiko Hashimoto                                               |
| 16-17 grudnia 1989   | Seul                                                          | 1000 m (16 grudnia)                                           | Angela Hauck                                                  | Seiko Hashimoto                                               | Wang Xiuli                                                    |
| 16-17 grudnia 1989   | Seul                                                          | 500 m (17 grudnia)                                            | Bonnie Blair                                                  | Angela Hauck                                                  | Christine Aaftink                                             |
| 16-17 grudnia 1989   | Seul                                                          | 1000 m (17 grudnia)                                           | Angela Hauck                                                  | Seiko Hashimoto                                               | Wang Xiuli                                                    |
| 17-18 stycznia 1990  | 87. mistrzostwa Europy w wieloboju 1990 – Heerenveen          | 87. mistrzostwa Europy w wieloboju 1990 – Heerenveen          | 87. mistrzostwa Europy w wieloboju 1990 – Heerenveen          | 87. mistrzostwa Europy w wieloboju 1990 – Heerenveen          | 87. mistrzostwa Europy w wieloboju 1990 – Heerenveen          |
| 3-4 lutego 1990      | Lake Placid                                                   | 500 m (3 lutego)                                              | Bonnie Blair                                                  | Christine Aaftink                                             | Seiko Hashimoto                                               |
| 3-4 lutego 1990      | Lake Placid                                                   | 1500 m (3 lutego)                                             | Bonnie Blair                                                  | Emese Nemeth-Hunyady                                          | Sandra Voetelink                                              |
| 3-4 lutego 1990      | Lake Placid                                                   | 1000 m (4 lutego)                                             | Seiko Hashimoto                                               | Bonnie Blair                                                  | Christine Aaftink                                             |
| 3-4 lutego 1990      | Lake Placid                                                   | 3000 m (4 lutego)                                             | Hanneke de Vries                                              | Lia van Schie                                                 | Seiko Hashimoto                                               |
| 10-11 lutego 1990    | 48. mistrzostwa świata w wieloboju kobiet 1990 – Calgary      | 48. mistrzostwa świata w wieloboju kobiet 1990 – Calgary      | 48. mistrzostwa świata w wieloboju kobiet 1990 – Calgary      | 48. mistrzostwa świata w wieloboju kobiet 1990 – Calgary      | 48. mistrzostwa świata w wieloboju kobiet 1990 – Calgary      |
| 14-15 lutego 1990    | Butte                                                         | 500 m (14 lutego)                                             | Bonnie Blair                                                  | Christine Aaftink                                             | Seiko Hashimoto                                               |
| 14-15 lutego 1990    | Butte                                                         | 1000 m (14 lutego)                                            | Bonnie Blair                                                  | Seiko Hashimoto                                               | Christine Aaftink                                             |
| 14-15 lutego 1990    | Butte                                                         | 1500 m (15 lutego)                                            | Bonnie Blair                                                  | Constanze Moser                                               | Seiko Hashimoto                                               |
| 24-25 lutego 1990    | 21. Mistrzostwa świata w wieloboju sprinterskim 1990 – Tromsø | 21. Mistrzostwa świata w wieloboju sprinterskim 1990 – Tromsø | 21. Mistrzostwa świata w wieloboju sprinterskim 1990 – Tromsø | 21. Mistrzostwa świata w wieloboju sprinterskim 1990 – Tromsø | 21. Mistrzostwa świata w wieloboju sprinterskim 1990 – Tromsø |
| 3-4 marca 1990       | Inzell                                                        | 500 m (3 marca)                                               | Bonnie Blair                                                  | Angela Hauck                                                  | Monique Garbrecht                                             |
| 3-4 marca 1990       | Inzell                                                        | 1000 m (3 marca)                                              | Bonnie Blair                                                  | Angela Hauck                                                  | Christine Aaftink                                             |
| 3-4 marca 1990       | Inzell                                                        | 3000 m (3 marca)                                              | Jacqueline Börner                                             | Gunda Kleemann                                                | Elena Belci-Dal Farra                                         |
| 3-4 marca 1990       | Inzell                                                        | 1500 m (4 marca)                                              | Jacqueline Börner                                             | Seiko Hashimoto                                               | Heike Schalling                                               |
| 3-4 marca 1990       | Inzell                                                        | 5000 m (4 marca)                                              | Gunda Kleemann                                                | Jacqueline Börner                                             | Heike Schalling                                               |

#### Klasyfikacje
| Lp. | Zawodnik             | Punkty |
| --- | -------------------- | ------ |
| 1.  | Bonnie Blair         | 144    |
| 1.  | Angela Hauck         | 144    |
| 3.  | Christine Aaftink    | 122    |
| 4.  | Seiko Hashimoto      | 116    |
| 5.  | Edel Therese Høiseth | 93     |
| 6.  | Anita Loorbach       | 85     |
| 7.  | Wang Xiuli           | 69     |
| 8.  | Yoo Seon-hee         | 60     |
| 9.  | Else Ragni Yttredal  | 58     |
| 10. | Herma Meijer         | 57     |

| Lp. | Zawodnik             | Punkty |
| --- | -------------------- | ------ |
| 1.  | Angela Hauck         | 147    |
| 2.  | Bonnie Blair         | 135    |
| 3.  | Seiko Hashimoto      | 129    |
| 4.  | Christine Aaftink    | 116    |
| 5.  | Else Ragni Yttredal  | 84     |
| 6.  | Edel Therese Høiseth | 74     |
| 7.  | Wang Xiuli           | 71     |
| 8.  | Yoo Seon-hee         | 63     |
| 9.  | Anita Loorbach       | 54     |
| 9.  | Emese Nemeth-Hunyady | 54     |

| Lp. | Zawodnik              | Punkty |
| --- | --------------------- | ------ |
| 1.  | Jacqueline Börner     | 85     |
| 2.  | Constanze Moser       | 80     |
| 3.  | Emese Nemeth-Hunyady  | 76     |
| 4.  | Bonnie Blair          | 68     |
| 5.  | Seiko Hashimoto       | 60     |
| 6.  | Gunda Kleemann        | 58     |
| 7.  | Heike Schalling       | 53     |
| 8.  | Elena Belci-Dal Farra | 51     |
| 9.  | Herma Meijer          | 47     |
| 10. | Lia van Schie         | 43     |

| Lp. | Zawodnik              | Punkty |
| --- | --------------------- | ------ |
| 1.  | Gunda Kleemann        | 97     |
| 2.  | Jacqueline Börner     | 80     |
| 3.  | Heike Schalling       | 77     |
| 4.  | Constanze Moser       | 76     |
| 5.  | Elena Belci-Dal Farra | 68     |
| 6.  | Lia van Schie         | 61     |
| 7.  | Emese Nemeth-Hunyady  | 60     |
| 8.  | Herma Meijer          | 56     |
| 9.  | Sabine Becker         | 36     |
| 10. | Swietłana Bojko       | 34     |

### Mężczyźni

#### Wyniki
| Data                 | Miejsce                                                       | Konkurencja                                                   | Zwycięzca                                                     | 2. miejsce                                                    | 3. miejsce                                                    |
| -------------------- | ------------------------------------------------------------- | ------------------------------------------------------------- | ------------------------------------------------------------- | ------------------------------------------------------------- | ------------------------------------------------------------- |
| 25-26 listopada 1989 | Berlin                                                        | 500 m (25 listopada)                                          | Uwe-Jens Mey                                                  | Satoru Kuroiwa                                                | Yasushi Kuroiwa                                               |
| 25-26 listopada 1989 | Berlin                                                        | 1500 m (25 listopada)                                         | Peter Adeberg                                                 | Jurij Szulha                                                  | Ildar Garajew                                                 |
| 25-26 listopada 1989 | Berlin                                                        | 1000 m (26 listopada)                                         | Igor Żelezowski                                               | Uwe-Jens Mey                                                  | Bae Ki-tae                                                    |
| 25-26 listopada 1989 | Berlin                                                        | 5000 m (26 listopada)                                         | Ben van der Burg                                              | Markus Tröger                                                 | Jaromir Radke                                                 |
| 2-3 grudnia 1989     | Haga                                                          | 1500 m (2 grudnia)                                            | Peter Adeberg                                                 | Tomas Gustafson                                               | Ben van der Burg                                              |
| 2-3 grudnia 1989     | Haga                                                          | 5000 m (3 grudnia)                                            | Geir Karlstad                                                 | Ben van der Burg                                              | Tomas Gustafson                                               |
| 9-10 grudnia 1989    | Karuizawa                                                     | 500 m (9 grudnia)                                             | Uwe-Jens Mey                                                  | Roman Popadczuk Bae Ki-tae                                    |                                                               |
| 9-10 grudnia 1989    | Karuizawa                                                     | 1000 m (9 grudnia)                                            | Uwe-Jens Mey                                                  | Dan Jansen                                                    | Bae Ki-tae                                                    |
| 9-10 grudnia 1989    | Karuizawa                                                     | 500 m (10 grudnia)                                            | Uwe-Jens Mey                                                  | Yasushi Kuroiwa                                               | Dan Jansen                                                    |
| 9-10 grudnia 1989    | Karuizawa                                                     | 1000 m (10 grudnia)                                           | Uwe-Jens Mey                                                  | Bae Ki-tae                                                    | Hozumi Moriyama                                               |
| 9-10 grudnia 1989    | Skien                                                         | 1500 m (9 grudnia)                                            | Ben van der Burg                                              | Ådne Søndrål                                                  | Joakim Karlberg                                               |
| 9-10 grudnia 1989    | Skien                                                         | 5000 m (10 grudnia)                                           | Bart Veldkamp                                                 | Johann Olav Koss                                              | Ben van der Burg                                              |
| 16-17 grudnia 1989   | Seul                                                          | 500 m (15 grudnia)                                            | Uwe-Jens Mey                                                  | Dan Jansen                                                    | Igor Żelezowski                                               |
| 16-17 grudnia 1989   | Seul                                                          | 1000 m (16 grudnia)                                           | Uwe-Jens Mey                                                  | Igor Żelezowski                                               | Andriej Bachwałow                                             |
| 16-17 grudnia 1989   | Seul                                                          | 500 m (17 grudnia)                                            | Uwe-Jens Mey                                                  | Dan Jansen                                                    | Igor Żelezowski                                               |
| 16-17 grudnia 1989   | Seul                                                          | 1000 m (17 grudnia)                                           | Igor Żelezowski                                               | Uwe-Jens Mey                                                  | Bae Ki-tae                                                    |
| 13-14 stycznia 1990  | Davos                                                         | 500 m (13 stycznia)                                           | Uwe-Jens Mey                                                  | Menno Boelsma                                                 | Peter Adeberg                                                 |
| 13-14 stycznia 1990  | Davos                                                         | 1500 m (13 stycznia)                                          | Johann Olav Koss                                              | Olaf Zinke                                                    | Michael Hadschieff                                            |
| 13-14 stycznia 1990  | Davos                                                         | 1000 m (14 stycznia)                                          | Uwe-Jens Mey                                                  | Uwe Streb                                                     | Olaf Zinke                                                    |
| 13-14 stycznia 1990  | Davos                                                         | 5000 m (14 stycznia)                                          | Johann Olav Koss                                              | Bart Veldkamp                                                 | Ben van der Burg                                              |
| 17-18 stycznia 1990  | 87. mistrzostwa Europy w wieloboju 1990 – Heerenveen          | 87. mistrzostwa Europy w wieloboju 1990 – Heerenveen          | 87. mistrzostwa Europy w wieloboju 1990 – Heerenveen          | 87. mistrzostwa Europy w wieloboju 1990 – Heerenveen          | 87. mistrzostwa Europy w wieloboju 1990 – Heerenveen          |
| 3 lutego 1990        | Innsbruck                                                     | 500 m (3 lutego)                                              | Uwe-Jens Mey                                                  | Dan Jansen                                                    | Bae Ki-tae                                                    |
| 3 lutego 1990        | Innsbruck                                                     | 1500 m (3 lutego)                                             | Johann Olav Koss                                              | Ådne Søndrål                                                  | Ben van der Burg                                              |
| 4 lutego 1990        | Collalbo                                                      | 500 m (4 lutego)                                              | Uwe-Jens Mey                                                  | Dan Jansen                                                    | André Sobeck                                                  |
| 4 lutego 1990        | Collalbo                                                      | 1000 m (4 lutego)                                             | Dan Jansen                                                    | Paweł Abratkiewicz                                            | Kevin Scott                                                   |
| 4 lutego 1990        | Collalbo                                                      | 5000 m (4 lutego)                                             | Johann Olav Koss                                              | Geir Karlstad                                                 | Gerard Kemkers                                                |
| 17-18 lutego 1990    | 84. mistrzostwa świata w wieloboju 1990 – Innsbruck           | 84. mistrzostwa świata w wieloboju 1990 – Innsbruck           | 84. mistrzostwa świata w wieloboju 1990 – Innsbruck           | 84. mistrzostwa świata w wieloboju 1990 – Innsbruck           | 84. mistrzostwa świata w wieloboju 1990 – Innsbruck           |
| 24-25 lutego 1990    | 21. Mistrzostwa świata w wieloboju sprinterskim 1990 – Tromsø | 21. Mistrzostwa świata w wieloboju sprinterskim 1990 – Tromsø | 21. Mistrzostwa świata w wieloboju sprinterskim 1990 – Tromsø | 21. Mistrzostwa świata w wieloboju sprinterskim 1990 – Tromsø | 21. Mistrzostwa świata w wieloboju sprinterskim 1990 – Tromsø |
| 24-25 lutego 1990    | Göteborg                                                      | 1500 m (24 lutego)                                            | Gerard Kemkers                                                | Tomas Gustafson                                               | Bart Veldkamp                                                 |
| 24-25 lutego 1990    | Göteborg                                                      | 5000 m (25 lutego)                                            | Bart Veldkamp                                                 | Geir Karlstad                                                 | Johann Olav Koss                                              |
| 3-4 marca 1990       | Helsinki                                                      | 500 m (3 marca)                                               | Dan Jansen                                                    | Björn Forslund                                                | Nick Thometz                                                  |
| 3-4 marca 1990       | Helsinki                                                      | 1500 m (3 marca)                                              | Olaf Zinke                                                    | Johann Olav Koss                                              | Michael Hadschieff                                            |
| 3-4 marca 1990       | Helsinki                                                      | 1000 m (4 marca)                                              | Olaf Zinke                                                    | Dan Jansen                                                    | Eric Flaim                                                    |
| 3-4 marca 1990       | Helsinki                                                      | 5000 m (4 marca)                                              | Bart Veldkamp                                                 | Geir Karlstad                                                 | Per Bengtsson                                                 |
| 10-11 marca 1990     | Heerenveen                                                    | 500 m (10 marca)                                              | Uwe-Jens Mey                                                  | Dan Jansen                                                    | Andriej Bachwałow                                             |
| 10-11 marca 1990     | Heerenveen                                                    | 1500 m (10 marca)                                             | Johann Olav Koss                                              | Ben van der Burg                                              | Olaf Zinke                                                    |
| 10-11 marca 1990     | Heerenveen                                                    | 5000 m (10 marca)                                             | Bart Veldkamp                                                 | Johann Olav Koss                                              | Geir Karlstad                                                 |
| 10-11 marca 1990     | Heerenveen                                                    | 500 m (11 marca)                                              | Uwe-Jens Mey                                                  | Dan Jansen                                                    | Andriej Bachwałow                                             |
| 10-11 marca 1990     | Heerenveen                                                    | 1000 m (11 marca)                                             | Uwe-Jens Mey                                                  | Olaf Zinke                                                    | Andriej Bachwałow                                             |
| 10-11 marca 1990     | Heerenveen                                                    | 10 000 m (11 marca)                                           | Geir Karlstad                                                 | Bart Veldkamp                                                 | Johann Olav Koss                                              |

#### Klasyfikacje
| Lp. | Zawodnik          | Punkty |
| --- | ----------------- | ------ |
| 1.  | Uwe-Jens Mey      | 225    |
| 2.  | Dan Jansen        | 193    |
| 3.  | Bae Ki-tae        | 110    |
| 4.  | André Sobeck      | 102    |
| 5.  | Björn Forslund    | 95     |
| 6.  | Andriej Bachwałow | 89     |
| 7.  | Yasushi Kuroiwa   | 84     |
| 8.  | Igor Żelezowski   | 83     |
| 9.  | Menno Boelsma     | 81     |
| 9.  | Tomasz Jankowski  | 81     |

| Lp. | Zawodnik           | Punkty |
| --- | ------------------ | ------ |
| 1.  | Uwe-Jens Mey       | 169    |
| 2.  | Dan Jansen         | 131    |
| 3.  | Olaf Zinke         | 98     |
| 4.  | Bae Ki-tae         | 97     |
| 5.  | Paweł Abratkiewicz | 95     |
| 6.  | Igor Żelezowski    | 90     |
| 7.  | Andriej Bachwałow  | 79     |
| 8.  | Björn Forslund     | 78     |
| 9.  | Bo König           | 75     |
| 10. | Arie Loef          | 69     |

| Lp. | Zawodnik           | Punkty |
| --- | ------------------ | ------ |
| 1.  | Johann Olav Koss   | 129    |
| 2.  | Ben van der Burg   | 123    |
| 3.  | Michael Hadschieff | 109    |
| 4.  | Olaf Zinke         | 105    |
| 5.  | Peter Adeberg      | 94     |
| 6.  | Joakim Karlberg    | 89     |
| 7.  | Ådne Søndrål       | 86     |
| 8.  | Markus Tröger      | 80     |
| 9.  | Gerard Kemkers     | 75     |
| 10. | Bart Veldkamp      | 67     |

| Lp. | Zawodnik         | Punkty |
| --- | ---------------- | ------ |
| 1.  | Bart Veldkamp    | 162    |
| 2.  | Geir Karlstad    | 154    |
| 3.  | Johann Olav Koss | 146    |
| 4.  | Ben van der Burg | 129    |
| 5.  | Gerard Kemkers   | 105    |
| 6.  | Per Bengtsson    | 104    |
| 7.  | Thomas Bos       | 99     |
| 8.  | Tomas Gustafson  | 97     |
| 9.  | Joakim Karlberg  | 80     |
| 10. | Jaromir Radke    | 78     |